# 神谷神社

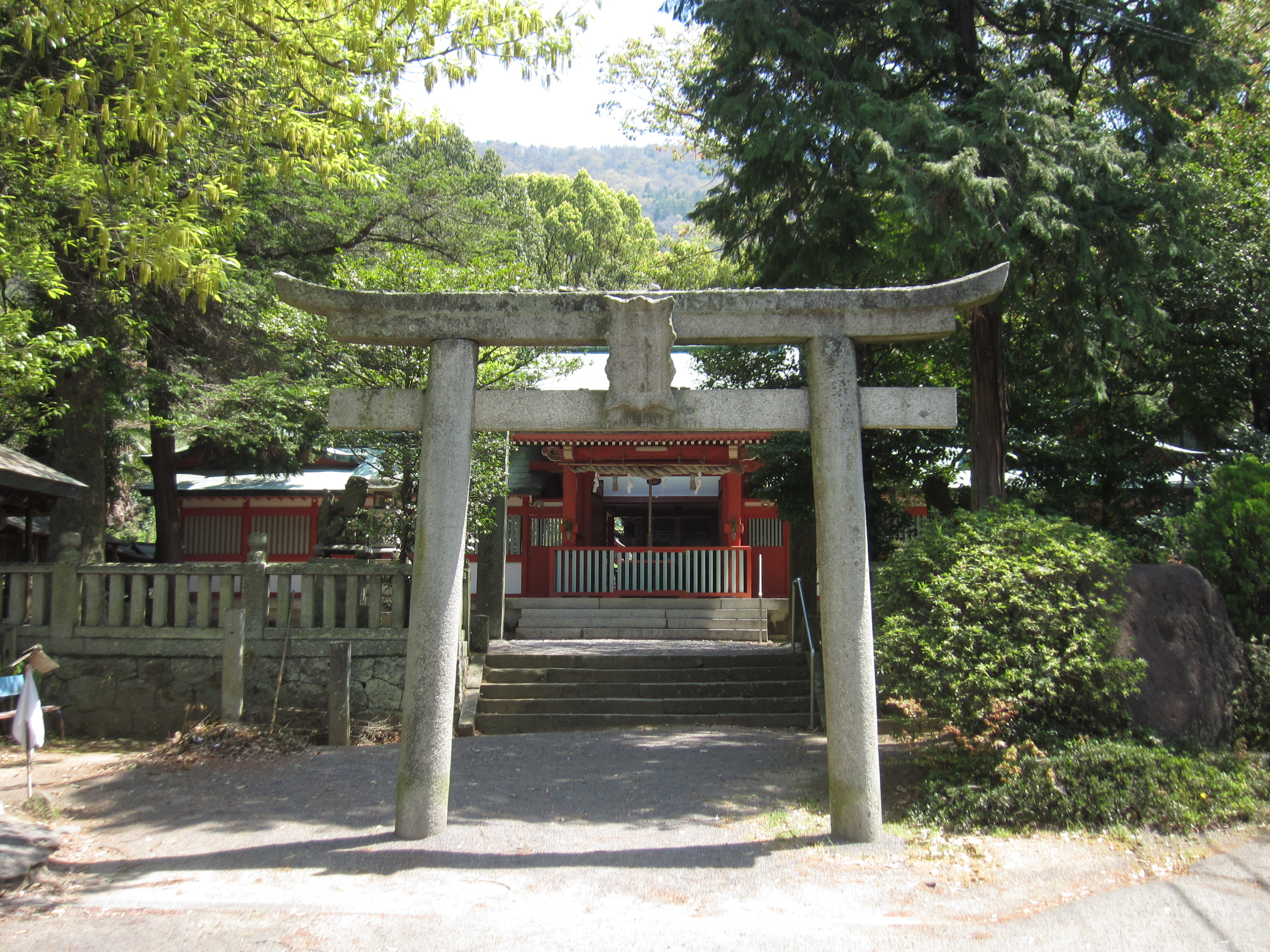
正面鳥居

神谷神社（かんだにじんじゃ）は、香川県坂出市にある神社。式内社で、旧社格は郷社。

## 概要
坂出市東部、五色台の一峰・白峰山の麓に鎮座する。「神谷」と呼ばれる谷間に位置し、境内の北方を神谷川が流れる。
本殿は造営年代が明らかな流造社殿の中では最古のもので、国宝に指定されている。国宝の社殿を持つ神社ではあるが、境内は比較的小さい。そのほか、重要文化財の木造随身立像などの神宝を現在に伝えている。

## 祭神
主祭神
- 火結命 （ほむすびのみこと）
- 奥津彦命 （おくつひこのみこと）
- 奥津姫命 （おくつひめのみこと）

相殿神
- 春日四神
  - 経津主神 （ふつぬしのかみ）
  - 武甕槌神 （たけみかづちのかみ）
  - 天児屋命 （あめのこやねのみこと）
  - 姫大神 （ひめおおかみ）

## 歴史

### 概史
由緒によれば、当社の位置する渓谷は古来より「神谷」と呼ばれていた。当社の裏には「影向石（えいこうせき）」と呼ばれる磐座（いわくら）が存在しているほか、周辺から弥生土器なども発見されている。
創建について社伝では、弘仁3年（812年）に空海の叔父にあたる阿刀大足（あとのおおたり）が社殿を造営し、相殿に春日四神を勧進したと伝える。
貞観7年（865年）従五位上、貞観10年（868年）正五位下に叙せられている。延喜5年（905年）成立の『延喜式』神名帳には讃岐国阿野郡に「神谷神社」と記載され式内社に列している。現在の本殿の棟木には、建立された年の建保7年（1219年）の墨書銘に「正一位神谷大明神御宝殿、建保七年歳次己卯二月十日丁未日始之、惣官散位刑部宿祢正長」とあり、この頃には最高位を叙し、地域の崇敬を集めていたと見られている。
明治時代、近代社格制度において郷社に列した。昭和2年（1927年）大晦日の夜に、燈明の火が拝殿に引火するという火事が発生した。拝殿は焼亡したが、住民が焼け落ちる拝殿を本殿の反対側に引き倒したため、本殿は難を逃れた。現在の拝殿は翌昭和3年（1928年）より昭和5年（1930年）にかけて再建されたものである。
2022年（令和4年）9月27日、本殿に落雷があり屋根の3分の1を焼失した。2023年（令和5年）10月12日に本殿保存修理工事の起工式が行われ、2025年秋に完了する予定である。

### 神階
- 貞観7年（865年）10月9日、従五位下から従五位上 （『日本三代実録』） - 表記は「神谷神」。
- 貞観17年（875年）5月27日、正五位下 （『日本三代実録』） - 表記は「神谷天神」。

## 境内
本殿は、鎌倉時代初期の建保7年（1219年）に荘官の刑部正長により旧本殿より再建された三間社流れ造りの社殿である。建造年の明らかな神社建築としては日本最古であり、国宝に指定されている。
また、社殿裏手約50mの地には、「影向石」と呼ばれる巨岩が立つ。当地では古代に磐座として祭祀が行われていたという。

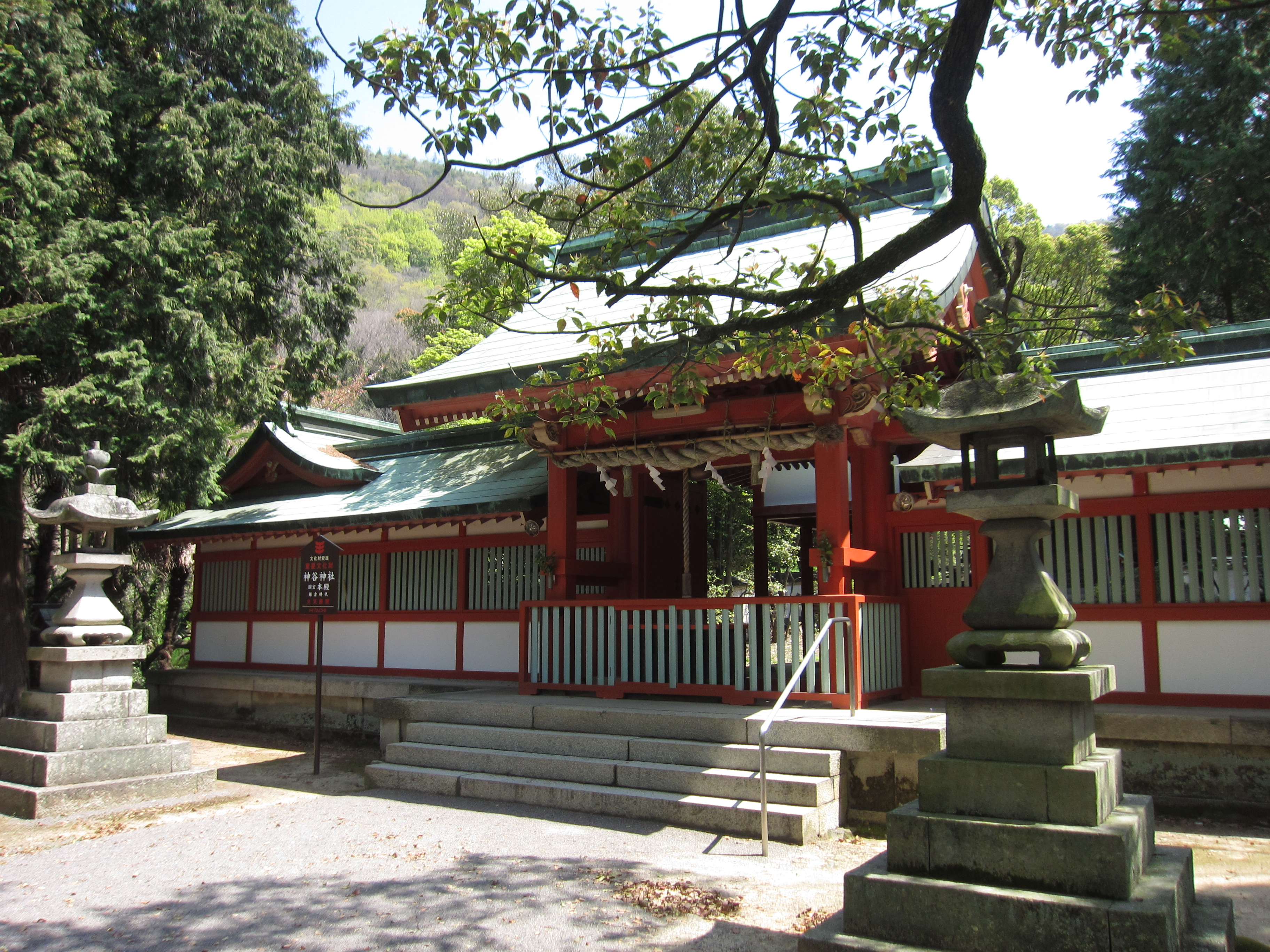
拝所
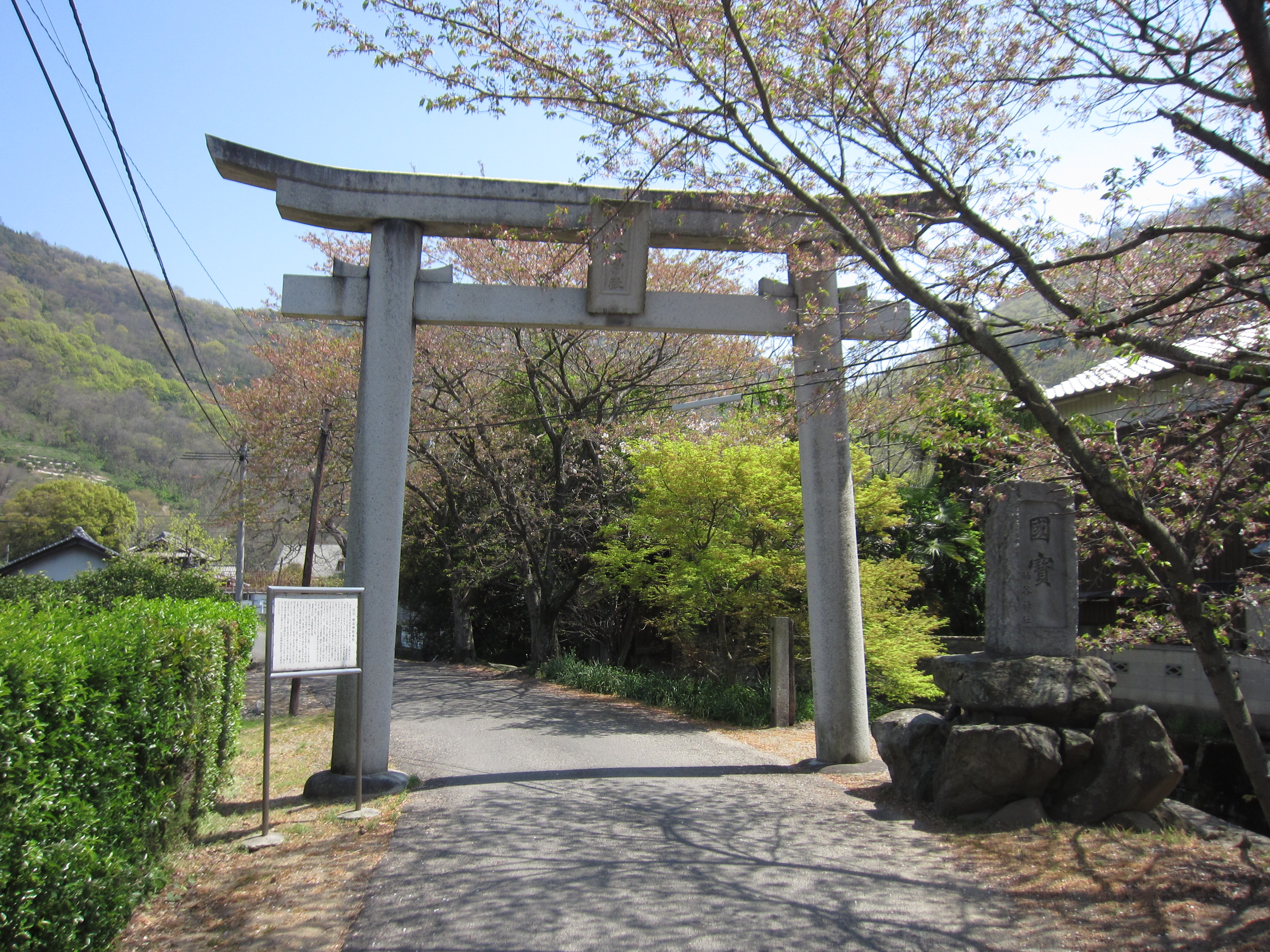
一の鳥居
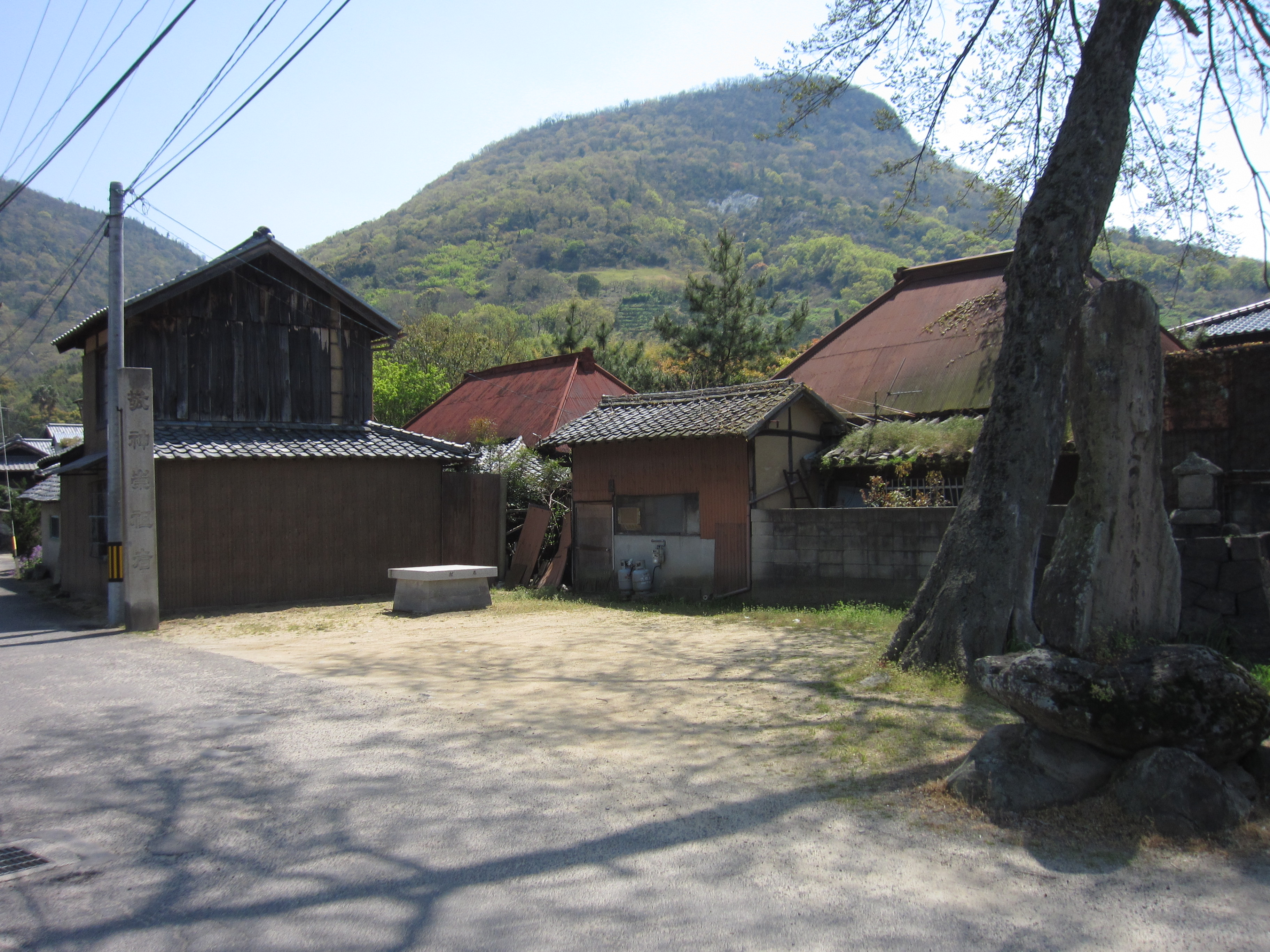
御旅所 一の鳥居そばに所在。

## 摂末社

### 摂社

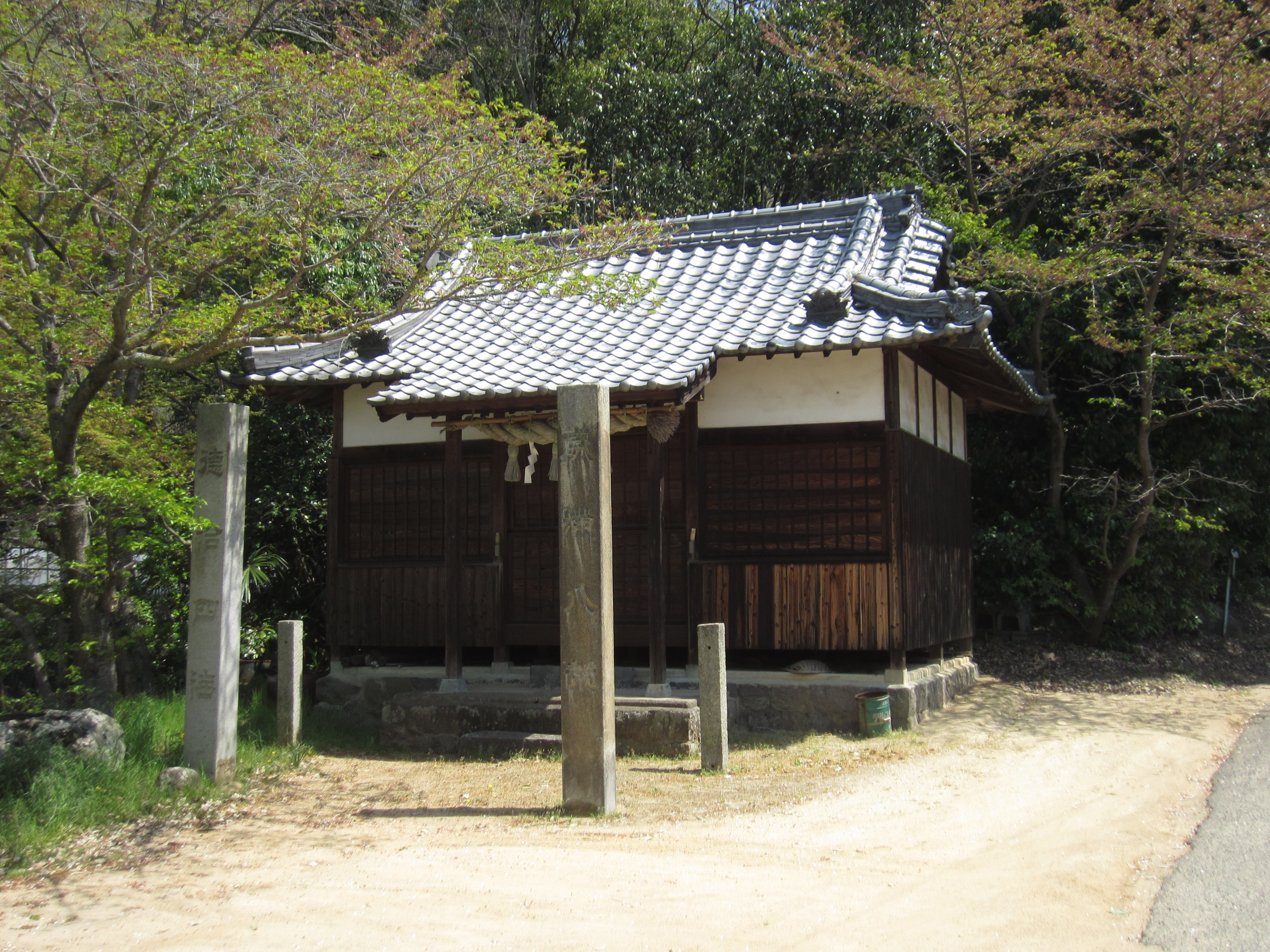
荒神社

- 荒神社 - 参道途中に鎮座する。

### 末社
境内に多数鎮座する。

## 文化財

### 国宝
- 本殿 - 昭和30年（1955年）2月2日指定。

### 重要文化財（国指定）
- 木造随身立像 2躯
阿・吽一対の立像。鎌倉時代初期の作品とされる。昭和41年（1966年）6月11日指定。

### 坂出市指定有形文化財
- 神社法楽連歌（書跡）
明応2年（1493年）2月に神社前で興行された百韻連歌。鳥ノ子紙半折四枚に記載されたもの。昭和33年2月21日指定。
- 舞楽面 2面（工芸品）
抜頭・還城楽の二面。昭和36年11月3日指定。
- 写経大般若波羅蜜多経 600巻（典籍）
享徳4年（1455年）、文明13年（1481年）の銘がある。昭和42年1月10日指定。

## 現地情報
所在地
- 香川県坂出市神谷町621

交通アクセス
- 坂出駅（JR四国予讃線）から、琴参バス（王越行き）で「高屋南」バス停下車（所要約15分、下車後徒歩20分）